# WebLOAD
WebLOAD ist eine Software, das Web-Anwendungen Lasttest, Performance- und Stresstests unterzieht, der Firma RadView. WebLOAD ist ein Lasttest-Tool, das Leistung, Skalierbarkeit und Integrität in einem einzigen Prozess vereint und damit Web- und Mobil-Anwendungen prüft. Es kann Hunderttausende gleichzeitig aktive Benutzer simulieren und ermöglicht so den Test mit großen Lasten, wodurch Engpässe, Beschränkungen und Schwachpunkte in der Anwendung sichtbar gemacht werden können.
Mit seinem Multi-Protokoll-support simuliert WebLOAD Traffic von Hunderttausenden Benutzern und liefert Analysedaten über das Verhalten der Anwendung unter Last. WebLOAD überwacht und integriert Statistiken von verschiedenen Komponenten des getesteten Systems: Server, Anwendungsserver, Datenbanken, Netzwerk, Loadbalancer, Firewall usw. und kann auch die Endnutzererfahrung überwachen sowie die Einhaltung der Service-Level-Agreement (SLA) in Produktivumgebungen.

## Geschichte
Die erste Version von WebLOAD wurde im August 1997 eingeführt. Seit der Einführung hat RadView über 20 Versionen von WebLOAD freigegeben.
| Version | Erscheinungsdatum | Hinweise |
| ------- | ----------------- | --- |
| 8.5     | Juni 2010         | AJAX-basierte Anwendung / Vergleichsansichten                                                                 |
| 8.6     | Dezember 2010     | Neuer Parametrierungsmanager / Statistische Korrelation                                                       |
| 9.0     | August 2012       | Lasttests von der Cloud / Probing-Client-Statistiken / erweitertes Validierungsmodul                          |
| 10.0    | Mai 2013          | Neue Benutzeroberfläche und Nutzererfahrung / mobiler Support / IPv6 / Überwachung - Linux via SSH            |
| 10.1    | Dezember 2013     | Plug-in für Jenkins / Integration mit AppDynamics                                                             |
| 10.2    | Dezember 2014     | Web Dashboard / WebSockets Tests / Integration mit Perfecto Mobile / Integration mit Dynatrace / JSON Support |

## Optionen
Zu den Optionen von WebLOAD gehören:
IDE
Eine integrierte Entwicklerumgebung für visuelle Aufnahme, Bearbeitung & Debugging von Lasttest-Skripten. Der Proxy-basierte Rekorder von WebLOAD nimmt HTTP-Aktivität auf. Test werden in JavaScript erzeugt und können mit verschiedenen Tools in der IDE verbessert und bearbeitet werden.
Correlation
Dank der automatischen Korrelation von dynamischen Werten, wie zum Beispiel Session-IDs, kann ein Skript dynamisch mit multiplen virtuellen Clients ausgeführt werden.
Load Generation
WebLOAD erzeugt Last auf lokalen Geräten oder mithilfe der Cloud.
Analytics
Eine große Auswahl an vordefinierten Analyseberichten liefert Leistungsdaten mit denen Nutzer Engpässe identifizieren können. Berichte und Analysedaten können auch aus der Ferne mithilfe der anpassbaren Online-Übersicht abgerufen werden.
PMM
Sammelt serverseitige Statistiken während des Testlaufs. So erhalten Nutzer zusätzliche Daten für eine Ursachenanalyse.
Web Dashboard
Analyse der Ergebnisse der Leistungsprüfung mit jedem Browser oder Mobilgerät.